# Hiệp hội các cổ động viên độc lập Manchester United
Hiệp hội các cổ động viên độc lập Manchester United (tiếng Anh: Independent Manchester United Supporters' Association), hay còn gọi là IMUSA, là một tổ chức những người hâm mộ Manchester United, có trụ sở tại Manchester, nước Anh.
IMUSA là một tổ chức hoạt động độc lập với câu lạc bộ Manchester United, có mục đích chính là đại diện cho lợi ích của những người hâm mộ câu lạc bộ, và tạo điều kiện giúp sự giao tiếp giữa cổ động viên với những người điều hành câu lạc bộ được tốt hơn. Tổ chức này được thành lập sau một cuộc họp ở khách sạn Gorse Hill tại Stretford vào tháng 4 năm 1995 để phản đối một chính sách của câu lạc bộ trong các trận đấu.
Tổ chức này đối lập với những ông chủ nước ngoài của câu lạc bộ, chống lại cả hai nỗ lực mua lại câu lạc bộ không thành công của Rupert Murdoch, và việc tiếp quản thành công sau này của chủ sở hữu hiện tại là gia đình Glazer. IMUSA cũng phản đối việc tăng giá vé vào sân mà họ tin rằng làm cho các trận đấu của câu lạc bộ không thể tiếp cận đến những người hâm mộ.

## Các thành viên nổi tiếng
- Roger Taylor, thành viên ban nhạc Queen.[2][3]